# Schirrhoffen
Schirrhoffen é uma comuna francesa na região administrativa de Grande Leste, no departamento Baixo Reno. Estende-se por uma área de 0,63 km². Em 2010 a comuna tinha 703 habitantes (densidade: 1 115,9 hab./km²).